# Harrya
Harrya is een geslacht van schimmels behorend tot de familie Boletaceae. De soorten uit dit geslacht komen voor in Azië, Noord-Amerika en Centraal Amerika. De typesoort is Harrya chromipes.

## Soorten
Volgens Species Fungorum telt dit geslacht zes soorten (peildatum oktober 2023):
| Soortnaam           | Auteur(s)                                        | Publicatiejaar |
| ------------------- | ------------------------------------------------ | -------------- |
| Harrya alpina       | Yan C. Li & Zhu L. Yang                          | 2016           |
| Harrya atriceps     | Halling, G.M. Muell. & Osmundson                 | 2012           |
| Harrya atrogrisea   | Yan C. Li & Zhu L. Yang                          | 2016           |
| Harrya chromipes    | (Frost) Halling, Nuhn, Osmundson & Manfr. Binder | 2012           |
| Harrya moniliformis | Yan C. Li & Zhu L. Yang                          | 2016           |
| Harrya subalpina    | Yan C. Li & Zhu L. Yang                          | 2016           |